# Kikowo (przystanek kolejowy)
Kikowo – zlikwidowany przystanek osobowy, a dawniej stacja kolejowa w Kikowie na linii kolejowej nr 368 Szamotuły – Międzychód, w woj. wielkopolskim, w Polsce.